# دينيزلي سبور
0نادي دينيزلي سبور هو نادٍ رياضي تركي تأسس عام 1966 ويلعب في الدوري التركي الدرجة الأولى.النادي معروف بألوانه المميزة باللونين الأخضر والأسود. تشمل فروع النادي كرة القدم والكرة الطائرة وكرة السلة وتنس الطاولة والجمباز. فريق دينيزلي سبور لكرة القدم، هو أكبر وأشهر فرق النادي. يلعب الفريق مبارياته على أرضه على ملعب دنيزلي أتاتورك، الذي يتسع لما يصل إلى 19500 مشجع.

## وصلات خارجية
- (بالتركية) الموقع الرسمي